# Luddig stiftdynlav
Luddig stiftdynlav (Micarea hedlundii) är en lavart som beskrevs av Coppins. Luddig stiftdynlav ingår i släktet Micarea och familjen Pilocarpaceae.  Arten är reproducerande i Sverige. Inga underarter finns listade i Catalogue of Life.